# CoRoT-1 b

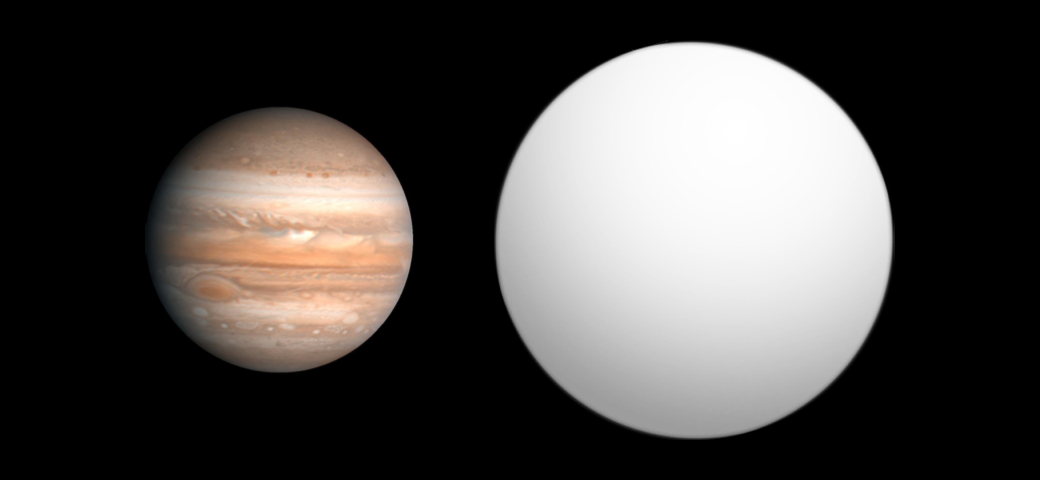
Größenvergleich: Jupiter (links) und CoRoT-1 b (rechts)

CoRoT-1 b, früher CoRoT-Exo-1 b genannt, ist ein Exoplanet, der den Stern CoRoT-1 begleitet und als Hot Jupiter eingestuft wird. Auf Grund seiner hohen Masse wird angenommen, dass es sich um einen Gasriesen handelt. Der Planet umrundet seinen Zentralstern alle 1,5 Tage, in einer Entfernung von etwa 0,03 Astronomischen Einheiten und hat eine Masse von etwa 1,3 MJ.
Dieser Planet wurde mit Hilfe der Transitmethode entdeckt. Er ist der erste Exoplanet, der mit Hilfe des französischen COROT-Weltraumteleskops entdeckt wurde.